# Nícies (militar)
Nícies (en llatí Nicias, en grec antic Νικίας "Nikías") fou un oficial macedoni al servei del rei Perseu de Macedònia.
Sembla que havia estat governador de Pel·la i quan la sort de Perseu ja era desesperada, va rebre ordes del rei de llançar els seus tresors a la mar i a l'almirall Andrònic de cremar la seva flota. Nícies va complir l'ordre i va tirar els tresors a la mar, tot i que bona part es van recuperar posteriorment. Perseu en un acte de desesperació per alliberar-se de testimonis d'un fet tan greu, va fer matar tant a Nícies com a Andrònic el 169 aC.